# Betzij Rezora Akersloot-Berg
Betzy Rezora Akersloot Berg (Aurskog, 16 dicembre 1850 – Vlieland, 18 dicembre 1922) è stata una pittrice e disegnatrice norvegese naturalizzata olandese.

## Biografia
Nacque in Norvegia dal proprietario terriero Casper Cristiansen Berg e da Bartha Nordbye. Crebbe a Christania (l'odierna Oslo), dove studiò da infermiera. La sua professione la portò a lavorare come missionaria evangelista tra i Sami nel nord della Norvegia.
Tornata a Oslo, si dedicò alla sua passione per il disegno e la pittura. Seguì numerosi corsi presso la Reale Accademia di disegno della capitale e studiò anche privatamente. Nel 1881 si stabilì a Monaco di Baviera per prendere lezioni dall'artista Otto Sinding.
Nel 1885 entrò in contatto con l'opera di Hendrik Willem Mesdag e della moglie Sina Mesdag van Houten. A Scheveningen divenne una loro allieva e iniziò a dedicarsi alla pittura marina. Nel1 1893 sposò l'albergatore Gooswinus Akersloot, con il quale si stabilì a Vlieland, un'isola del mare del Nord appartenente alle isole Frisone Occidentali, nei Paesi Bassi. La posizione isolata dell'isola non le privò di viaggiare ogni estate per assistere a mostre in tutta Europa. Si recava spesso sulla costa della Norvegia e in altre comunità costiere europee per dipingere i paesaggi di quei luoghi. Nel 1921 compì i suoi ultimi viaggi in Francia e in Italia. Morì nel dicembre 1922 nella sua casa a Vlieland.

## Le opere

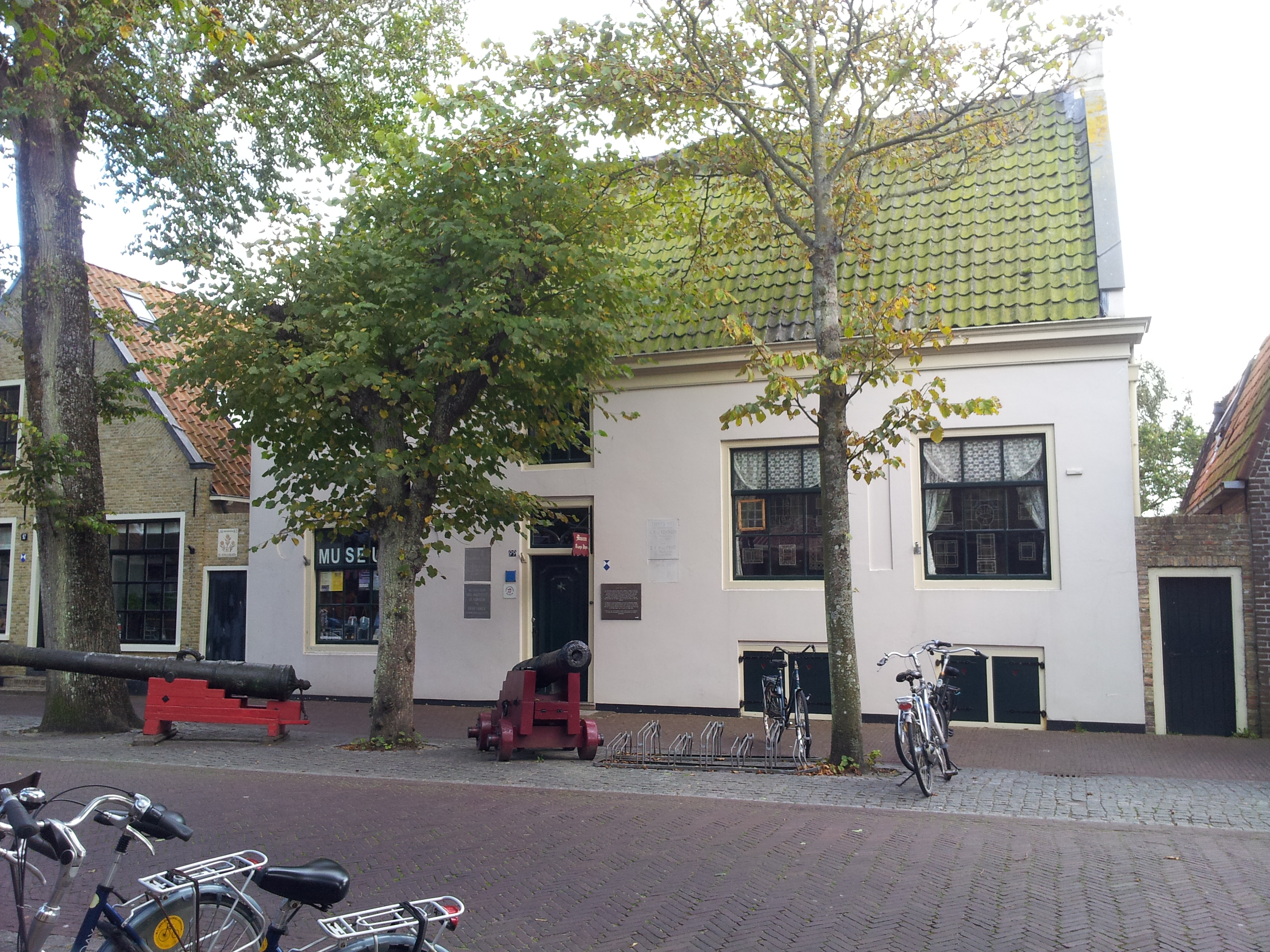
Tromp Huys

La sua casa denominata Tromp Huys divenne un museo nel 1960. Esso conserva le opere di Akersloot Berg del periodo olandese, nelle quali è riconoscibile l'influenza di Mesdag e della Scuola dell'Aia. Nella sala giardino del museo si possono vedere alcuni dei dipinti che la pittrice realizzò a Vlieland, caratterizzati dall'uso di colori chiari e tecniche diverse che le garantirono una certa indipendenza stilistica.
La sua opera che ammonta a oltre 300 dipinti, disegni e stampe è in gran parte gestita dal museo Tromp Huys. Altre sue opere sono presenti nelle collezioni del museo nazionale di arte, architettura e disegno di Oslo, del Stavanger Museum, del museo nazionale di Stoccolma, del Nordnorsk Kunstmuseum di Tromsö, dell'Aur Prestegård di Aurskog e del Frans Hals Museum di Haarlem. Nel 1992, 28 dei suoi dipinti vennero esposti in una mostra al Noordelijk Scheepvaartmuseum di Groninga. Nel 2010, in occasione del cinquantesimo anniversario del museo Tromp Huys, è stata dedicata una mostra al lavoro di Hendrik Willem Mesdag, Sientje Mesdag van Houten e della stessa Betzy Akersloot Berg. Nel 2012 il suo ritratto eseguito da Sientje Mesdag van Houten e il quadro Spiaggia del Mare del Nord della stessa Akersloot Berg sono stati concessi alla Collezione Mesdag.

## Galleria d'immagini

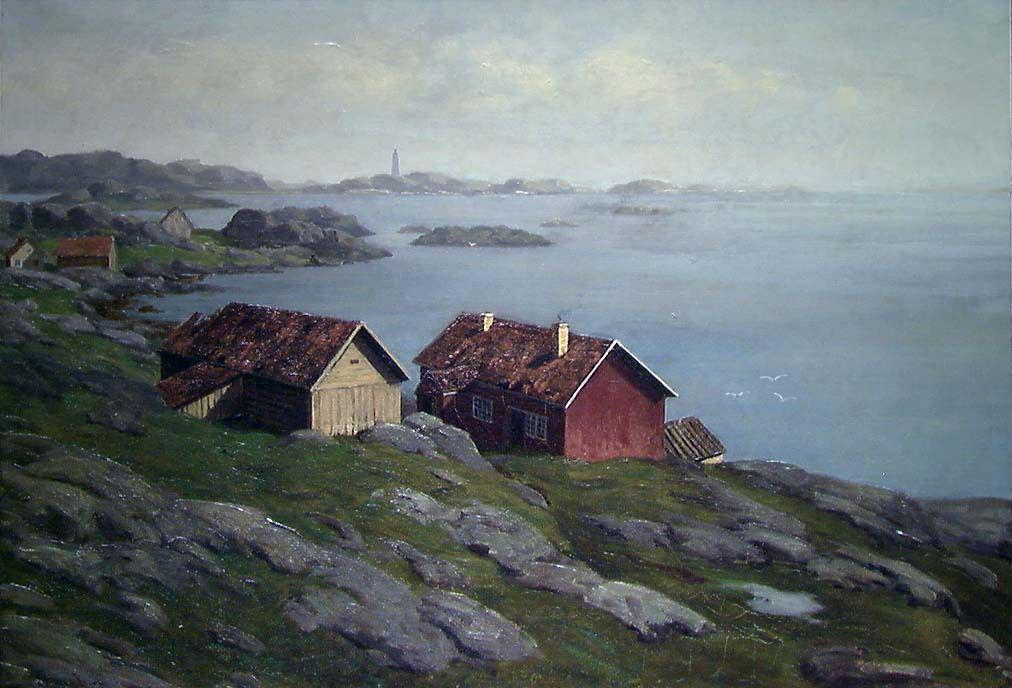
Paesaggio costiero
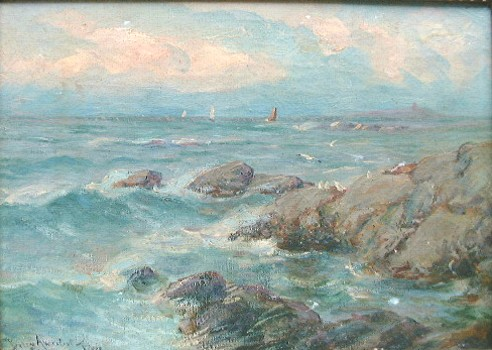
Veduta della costa
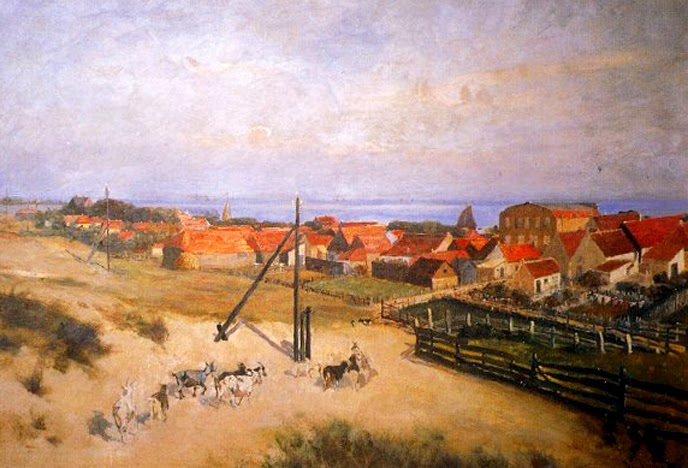
Vlieland
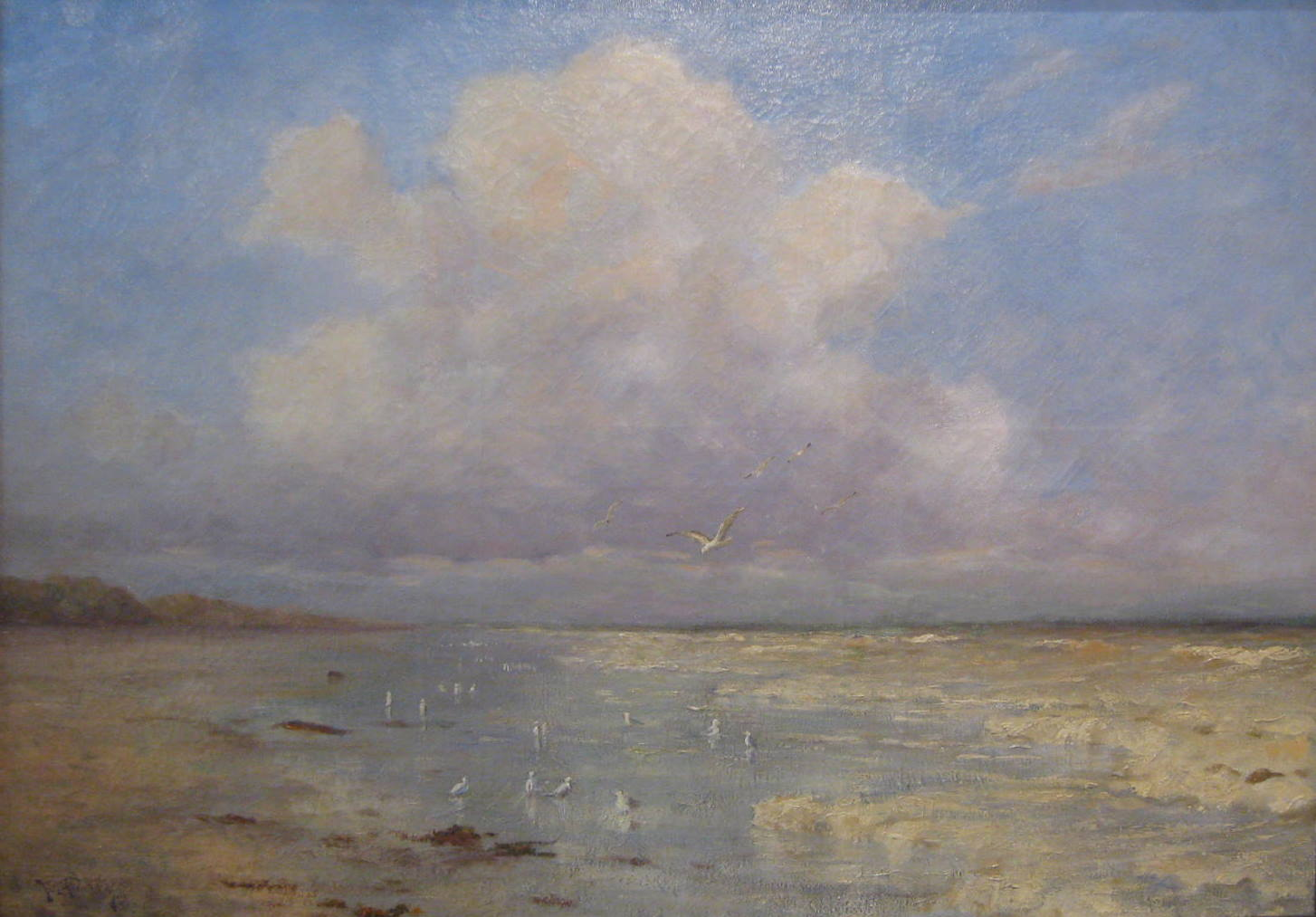
Spiaggia del Mare del Nord
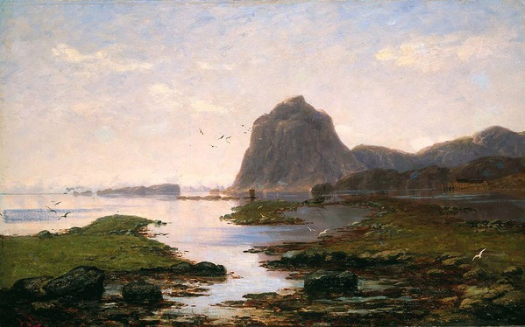
Lofoten
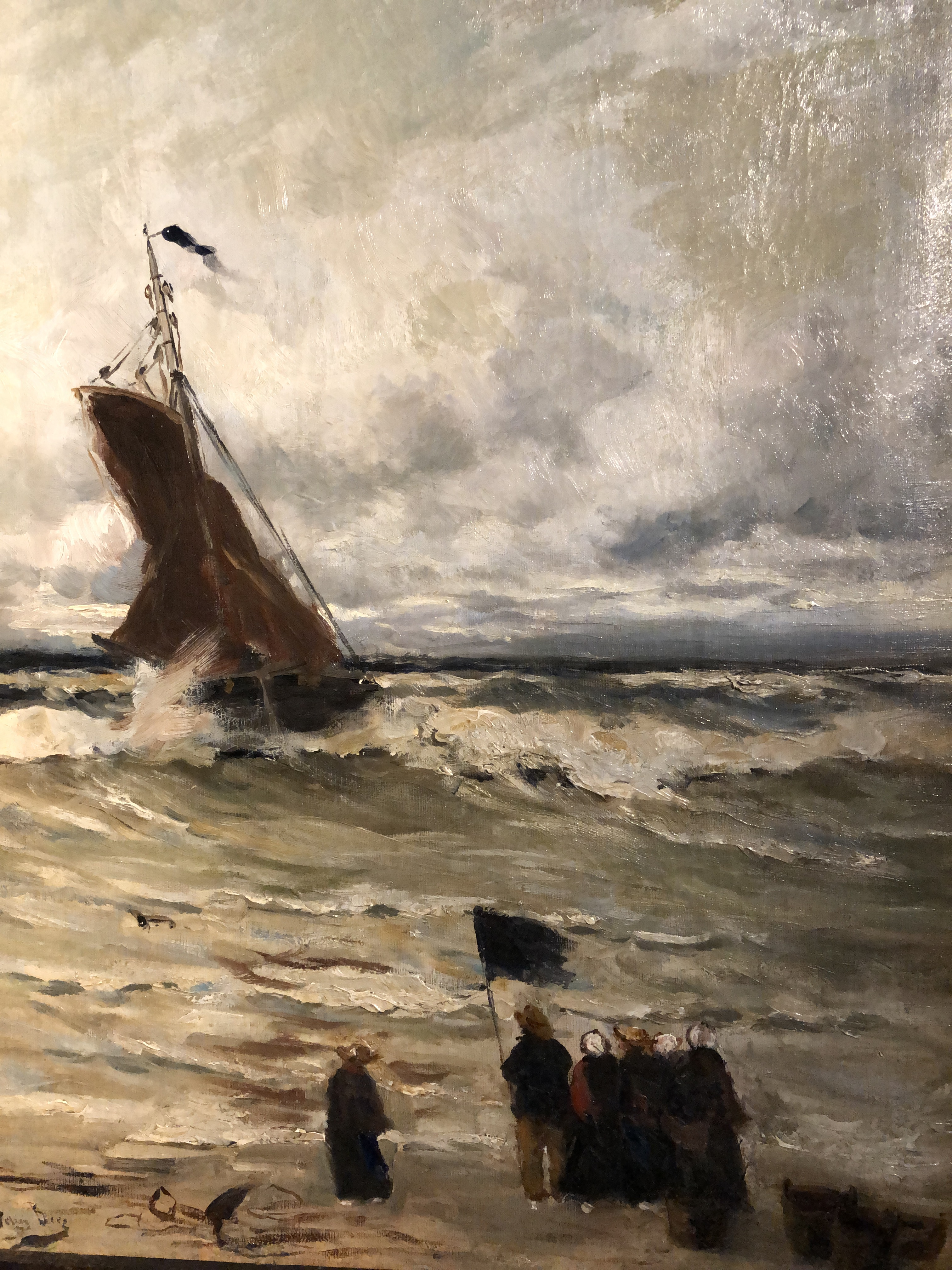
Rientro di una chiatta
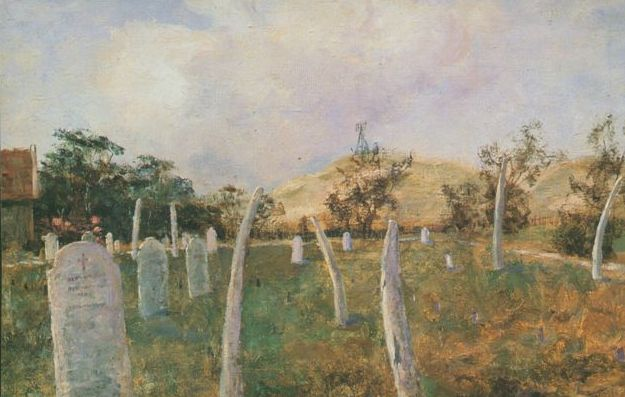
Cimitero
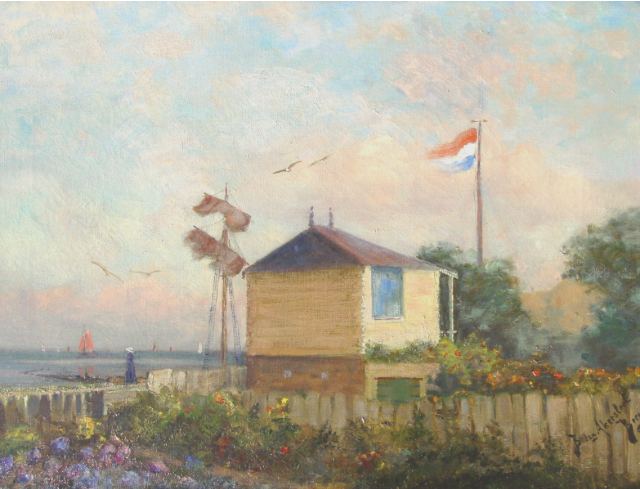
Atelier a Vlieland